# Campionati mondiali di ginnastica artistica 2013 - Volteggio femminile
L'Olandese Chantysha Netteb subisce un infortunio al ginocchio dopo il primo salto, ed è costretta a lasciare il campo gara.

## Qualificazioni
| Pos. | Ginnasta           | Totale | Qual. |
| ---- | ------------------ | ------ | ----- |
| 1    | McKayla Maroney    | 15.641 | Q     |
| 2    | Simone Biles       | 15.550 | Q     |
| 3    | Hong Un-Jong       | 15.249 | Q     |
| 4    | Phan Thị Hà Thanh  | 14.966 | Q     |
| 5    | Giulia Steingruber | 14.799 | Q     |
| 6    | Oksana Chusovitina | 14.750 | Q     |
| 7    | Yamilet Peña       | 14.683 | Q     |
| 8    | Chantysha Netteb   | 14.516 | Q     |
| 9    | Elsabeth Black     | 14,383 | R1    |
| 10   | Aliya Mustafina    | 14.366 | R2    |
| 11   | Teja Belak         | 14.366 | R3    |

## Risultati
| Pos.    | Ginnasta            | D. Score     | E. Score     | Penalità     | 1° Parziale  | D. Score     | E. Score     | Penalità     | 2° Parziale  | Totale |
| ------- | ------------------- | ------------ | ------------ | ------------ | ------------ | ------------ | ------------ | ------------ | ------------ | ------ |
| Oro     | McKayla Maroney     | 6.300        | 9.766        | 0.100        | 15.966       | 6.000        | 9.483        | —            | 15.483       | 15.724 |
| Argento | Simone Biles        | 6.300        | 9.633        | —            | 15.933       | 5.600        | 9.658        | —            | 15.258       | 15.595 |
| Bronzo  | Hong Un Jong        | 6.300        | 9.266        | —            | 15.566       | 6.400        | 9.000        | —            | 15.400       | 15.483 |
| 4       | Giulia Steingruber  | 6.200        | 9.300        | —            | 15.500       | 5.800        | 9.166        | —            | 14.966       | 15.233 |
| 5       | Oksana Chusovitina  | 6.200        | 8.533        | —            | 14.633       | 5.500        | 9.033        | —            | 14.533       | 14.583 |
| 6       | Thi Ha Than Phan    | 6.200        | 8.866        | 0.100        | 14.966       | 5.800        | 7.933        | 0.100        | 13.633       | 14.299 |
| 7       | Yamilet Pena Abreau | 7.000        | 7.766        | 0.300        | 14.466       | 5.800        | 7.666        | —            | 13.466       | 13.966 |
| 8       | Chantysha Netteb    | 5.800        | 8.100        | —            | 13.900       | 0.000        | 0.000        | —            | 0.000        | 6.950  |
| Pos.    | Ginnasta            | 1° Rotazione | 1° Rotazione | 1° Rotazione | 1° Rotazione | 2° Rotazione | 2° Rotazione | 2° Rotazione | 2° Rotazione | Totale |